# Gramuntell
Gramuntell es una localidad española del municipio de Ribera d’Ondara, perteneciente a la provincia de Lérida, en la comunidad autónoma de Cataluña.

## Historia
Hacia mediados del siglo XIX, el lugar tenía contabilizada una población de 46 habitantes. La localidad aparece descrita en el octavo volumen del Diccionario geográfico-estadístico-histórico de España y sus posesiones de Ultramar de Pascual Madoz de la siguiente manera:

GRAMUNTELL: l. que forma ayunt. con los pueblos de Llindás, Cabestañs, Cisguella, Timó, Rubrinat y San Pedro de Arguells, cab. del distrito municipal en la prov. de Lérida (7 1/2 leg.), part. jud. de Cervera (1), aud. terr. y c. g. de Barcelona (14 1/2), dióc. de Vich (17). sit. en la cima de una loma, batida de los vientos del E. y O., con clima frio, pero saludable: se compone la pobl. de 10 casas de desigual construccion, y una igl. (la Virgen de Agosto), servida por un cura, aneja de la parr. de San Pedro de Arguells, con el cementerio contiguo en parage ventilado. El térm. confina al N. con Cisquella; E. Montolin; S. Vilagraseta, y O. Grañena. El terreno áspero y de mala calidad, es poco productivo: los caminos en mal estado dirigen á la cab. del part. y á Tárrega, recibiendo la correspondencia del primer punto por un encargado que pasa á recogerla dos veces á la semana. prod.: centeno, escaña y poco vino, algunos robles, encinas y nogales; cria ganado vacuno para el cultivo de las tierras y caza de perdices. pobl.: 10 vec., 46 alm. cap. imp.: 19,417 rs. contr.: el 14'28 por 100 de la riqueza.
(Madoz, 1847, p. 466)

En la actualidad pertenece al municipio de Ribera d’Ondara. En 2022, tenía empadronados 19 habitantes.